# فرودگاه وسکوف
فرودگاه وسکوف (به روسی: Васьково) فرودگاهی عمومی واقع در آرخانگلسک در کشور روسیه است.